# Walmart

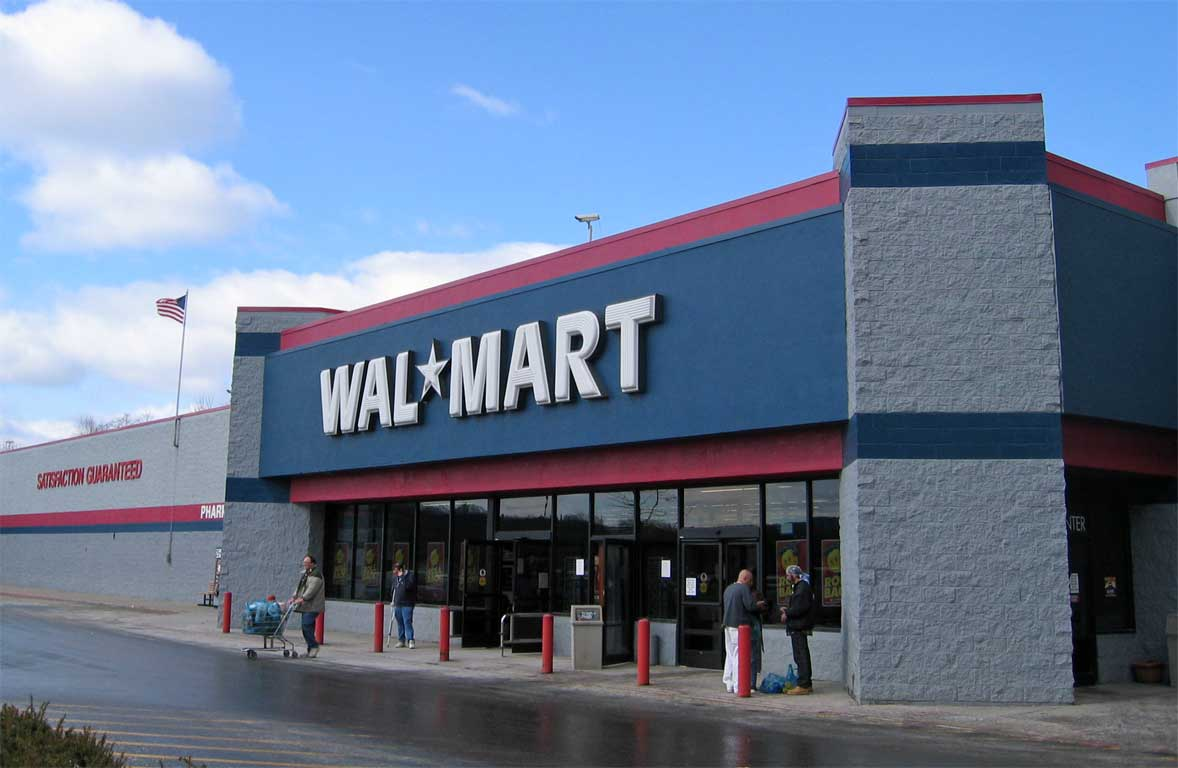
Магазин мережі «Walmart» у місті Ларедо, штат Техас

Walmart Inc. (укр. Волмарт, /ˈwɔːlmɑːrt/; раніше Wal-Mart Stores, Inc.) — американська багатонаціональна корпорація роздрібної торгівлі, яка управляє мережею гіпермаркетів, універмагів та продуктових магазинів із США із головним офісом у Бентонвіллі, штат Арканзас. Компанія була заснована Семом Уолтоном у сусідньому Роджерсі, штат Арканзас, у 1962 році та зареєстрована відповідно до закону про корпорацію штату Делавер 31 жовтня 1969 року. Вона також володіє та управляє роздрібними складами Sam's Club.
На 31 січня 2021 року Walmart має 11 443 магазини та клуби у 26 країнах, що працюють під 54 різними назвами. Компанія працює під назвою Walmart у США та Канаді, оскільки Walmart de México y Centroamérica у Мексиці та Центральній Америці, вона є афілійованою компанією Asda у Великій Британії, як Seiyu Group в Японії та як Flipkart Wholesale в Індії. Вона повністю володіє операціями в Аргентині, Чилі, Канаді та Південній Африці. З серпня 2018 року Walmart володіє лише міноритарним пакетом акцій Walmart Brasil, який у серпні 2019 року був перейменований на Grupo Big, з 20 % акцій компанії, а також приватна інвестиційна компанія Advent International, що володіє 80 % акцій компанії.
Walmart — найбільша у світі компанія з доходами, з $548,743 млрд, згідно з переліком списку Fortune Global 500 у 2020 році. Вона також є найбільшим приватним роботодавцем у світі з 2,2 млн працівників. Це публічний сімейний бізнес, оскільки компанія контролюється родиною Уолтон. Спадкоємці Сем Уолтон володіють понад 50 % Walmart як через свою холдингову компанію Walton Enterprises, так і через свої окремі володіння. Walmart був найбільшим продовольчим магазином США у 2019 році, і 65 % продажів Walmart у $510,329 млрд припадали на операції в США.
Walmart був зареєстрований на Нью-Йоркській фондовій біржі в 1972 році. До 1988 року він був найвигіднішим роздрібним торговцем в США, і до жовтня 1989 року він став найбільшим за рівнем доходу. Спочатку компанія була географічно обмежена Південним та Нижнім Середнім Заходом, але на початку 1990-х вона мала магазини від узбережжя до узбережжя. Клуб Сем відкрився в Нью-Джерсі в листопаді 1989 р., а перша торгова точка Каліфорнії відкрилася в Ланкастері, в липні 1990 р. Walmart в Йорку, штат Пенсильванія, відкрився в жовтні 1990 р., Перший головний магазин на північному сході.
Інвестиції Walmart за межами США мали неоднозначні результати. Її діяльність та дочірні компанії в Канаді, Великій Британії, Центральній Америці, Південній Америці та Китаї мають високий успіх, але його підприємства провалились у Німеччині та Південній Кореї.
| Провінція | Кількість магазинів |
| --------- | ------------------- |
| AB        | 48                  |
| BC        | 35                  |
| Манітоба  | 13                  |
| NB        | 12                  |
| NL        | 11                  |
| NS        | 15                  |
| NT        | 1                   |
| Онтаріо   | 123                 |
| PE        | 2                   |
| Квебек    | 54                  |
| SK        | 14                  |
| YT        | 1                   |

У січні 2012 року Walmart Canada планувала відкрити ще 5 магазинів (3 в Онтаріо, 2 в Альберті). Наприкінці 2012 року Walmart Canada планувала відкрити 39 нових магазинів (AB-6, BC-1, ON-19, QC-8, Maritimes-5), що раніше належали Zellers і пізніше перейшли до власності Target Canada.

## Історія

### 1945—1969: Рання історія
У 1945 р. підприємець і колишній співробітник Дж. С. Пенні Сем Уолтон купив філію магазинів Бена Франкліна у «Батлер Брадрс». Його основним завданням був продаж продукції за низькими цінами, щоб отримати більший обсяг продажів із меншою нормою прибутку, зобразивши це як хрестовий похід для споживача. Він зазнав невдач, оскільки ціна оренди та придбання філій були надзвичайно високими, але він зміг знайти дешевших постачальників, ніж ті, що використовуються іншими магазинами, і, отже, зміг знизити своїх конкурентів щодо ціни. За перший рік власності продажі зросли на 45 % до $105 тис доходу, які зросли до $140 тис наступного року та $175 тис на рік після цього. Протягом п'ятого року магазин приносив дохід у розмірі $250 тис. Потім термін оренди закінчився для цього місця, і Уолтон не зміг домовитись про поновлення, тому він відкрив новий магазин за адресою 105 N. Main Street у Бентонвіллі, назвавши його «Уолтонівська п'ятірка і копійка». Зараз цей магазин — музей Walmart.
2 липня 1962 року Уолтон відкрив перший магазин Walmart Discount City за адресою 719 W. Walnut Street в Роджерсі, штат Арканзас. Його дизайн був натхненний Ann & Hope, яку Уолтон відвідав у 1961 р., як і засновник Kmart Гаррі Б. Каннінгем. Тепер будівлю займає будівельний магазин та антикваріат, тоді як «Магазин № 1» компанії з того часу розширився до Суперцентру, що знаходиться на декількох кварталах на захід за адресою 2110 W. Walnut Street. Протягом перших п'яти років компанія розширилася до 18 магазинів в Арканзасі та досягла продажів у розмірі $9 млн. У 1968 році він відкрив свої перші магазини за межами Арканзасу в Сікестоні, Міссурі та Клермор, штат Оклахома.

### 1969—1990: Включення та зростання як регіональна сила
Компанія була зареєстрована як Wal-Mart, Inc. 31 жовтня 1969 р., І змінила свою назву на Wal-Mart Stores, Inc. в 1970 р. Того ж року компанія відкрила домашній офіс та перший розподільчий центр у Бентонвіллі, Арканзас. У ньому було 38 магазинів, в яких працювало 1500 працівників, а продажі склали $44,2 млн. Він почав торгувати акціями як публічна компанія 1 жовтня 1970 року і незабаром був внесений в список на Нью-Йоркській фондовій біржі. Перший розподіл акцій відбувся у травні 1971 року за ціною $47 за акцію. До цього часу Walmart діяв у п'яти штатах: Арканзас, Канзас, Луїзіана, Міссурі та Оклахома; він увійшов до штату Теннессі в 1973 р., а в Кентуккі та Міссісіпі у 1974 р. Коли компанія переїхала до Техасу в 1975 р., було 125 магазинів із 7500 співробітниками та загальним обсягом продажів 340,3 млн дол.
У 1980-х Walmart продовжував швидко розвиватися, і до 25-ї річниці компанії в 1987 році було 1198 магазинів з обсягом продажів $15,9 млрд та 200 000 асоційованих компаній.
Цей рік також ознаменувався завершенням роботи супутникової мережі компанії, інвестицією у $24 млн, яка пов'язала всі магазини двосторонніми передачами голосу та даних та одностороннім відеозв'язком з офісом у Бентонвілі. На той час компанія була найбільшою приватною супутниковою мережею, що дозволяла корпоративному офісу відстежувати запаси та продажі та миттєво спілкуватися з магазинами. До 1984 року Сем Уолтон почав постачати від 6 % до 40 % продукції своєї компанії з Китаю. У 1988 році Уолтон покинув посаду генерального директора, і його замінив Девід Гласс. Уолтон залишився головою правління. У цьому році у Вашингтоні, Міссурі, відкрився перший суперцентр Walmart.
Завдяки внеску своїх супермаркетів компанія перевершила Toys «R» Us за продажем іграшок у 1998 році.

### 1990—2005: роздрібна торгівля зросла до статусу багатонаціональної
Хоча Walmart був третім за величиною роздрібним торговцем у США, наприкінці 1980-х Walmart був вигіднішим за конкурентів Kmart та Sears. До 1990 року він став найбільшим роздрібним продавцем у США за доходами.
До літа 1990 року Walmart не був присутній ні на Західному узбережжі, ні на північному сході (за винятком одного клубу Sam's Club в Нью-Джерсі, який відкрився в листопаді 1989 року), але в липні та жовтні того ж року він відкрив свої перші магазини Каліфорнія та Пенсильванія відповідно. До середини 90-х років він був найпотужнішим роздрібним продавцем у США, а в 1991 році розширився до Мексики та Канади в 1994 році. Магазини Walmart відкрилися по всій іншій частині США, а Вермонт був останнім штатом, який отримав магазин у 1995 році.
Компанія також відкрила магазини за межами Північної Америки, увійшовши до Південної Америки в 1995 році з магазинами в Аргентині та Бразилії; та Європа в липні 1999 р., придбавши Асду у Великій Британії за 10 млрд дол.
У 1997 році Walmart був доданий до промислового середнього рівня Dow Jones.

Логотип (1962-1964)

У 1998 році Walmart представив концепцію ринку сусідства з трьома магазинами в Арканзасі. До 2005 року, за оцінками, компанія контролювала близько 20 % роздрібної торгівлі продуктами харчування та витратними матеріалами.

Логотип (1966-1981)

У 2000 році Х. Лі Скотт став президентом і генеральним директором Walmart, оскільки продажі компанії зросли до $165 млрд. У 2002 році вона була вперше внесена до списку найбільшої корпорації Америки у списку Fortune 500, дохід якої склав $219,8 млрд, а прибуток — $6,7 млрд. Він залишався там щороку, крім 2006, 2009 та 2012 років.
У 2005 р. Компанія Walmart повідомила про продаж $312,4 млрд, понад 6200 об'єктів по всьому світу — у тому числі 3800 магазинів у США та 2800 в інших місцях, в яких працювало понад 1,6 млн співробітників. Присутність у США зростала настільки швидко, що лише найменші кишені країни залишалися на відстані більше ніж 97 миль від найближчого магазину.

Логотип (1981-1992)

Логотип (1992-2008)

У міру того, як Walmart швидко розширився до найбільшої корпорації у світі, багатьох критиків хвилював його вплив на місцеві громади, особливо на маленькі містечка з багатьма магазинами «мама і поп». Було проведено кілька досліджень щодо економічного впливу Walmart на малі міста та місцевий бізнес, робочі місця та платників податків. В одному з них Кеннет Стоун, професор економіки Університету штату Айова, виявив, що деякі малі міста можуть втратити майже половину своєї роздрібної торгівлі протягом десяти років після відкриття магазину Walmart. Однак в іншому дослідженні він порівняв зміни з тим, з чим стикалися магазини в невеликих містах у минулому — включаючи розвиток залізниць, появу каталогу Sears Roebuck та прибуття торгових центрів — і дійшов висновку, що власники магазинів, які пристосуватися до змін на роздрібному ринку може процвітати після прибуття Walmart. Пізніше дослідження у співпраці з Університетом штату Міссісіпі показало, що «існує як позитивний, так і негативний вплив на існуючі магазини в районі, де розташований новий суперцентр».

Логотип (2008-2025)

Логотип (з 2025)

Після урагану «Катріна» у вересні 2005 року «Walmart» використовував свою логістичну мережу для організації швидкого реагування на катастрофу, пожертвувавши $20 млн, 1500 вантажів, їжу на 100 000 страв та обіцяючи роботу для кожного із переміщених осіб. робітників. Незалежне дослідження Стівена Горвіца з Університету Св. Лаврентія виявило, що Walmart, The Home Depot та Лоу використовували свої місцеві знання про ланцюги поставок, інфраструктуру, тих, хто приймає рішення та інші ресурси, щоб забезпечити надзвичайні запаси та відкрити магазини задовго до Федеральної надзвичайної ситуації. Агентство управління (FEMA) розпочало свою відповідь. Хоча в цілому компанія отримала високу оцінку за свою швидку реакцію серед критики FEMA, кілька критиків поспішили зазначити, що проблеми з трудовими відносинами компанії все ще залишаються.

### 2005—2010: Ініціативи

#### Екологічні ініціативи
У листопаді 2005 року Walmart оголосив про декілька екологічних заходів для підвищення енергоефективності та покращення загальних екологічних показників, яких раніше не вистачало. Основні цілі компанії включали витрачання $500 млн на рік на збільшення паливної ефективності вантажного парку Walmart на 25 % протягом трьох років і подвоєння його протягом десяти; зменшити викиди парникових газів на 20 % за сім років; зменшити споживання енергії в магазинах на 30 %; і скоротити тверді відходи з американських магазинів та клубів Сема на 25 % за три роки. Генеральний директор Лі Скотт заявив, що мета Walmart полягала в тому, щоб бути «добрим керуючим навколишнім середовищем» і, зрештою, використовувати лише відновлювані джерела енергії та не давати нульових відходів. Компанія також спроєктувала три нові експериментальні магазини з вітрогенераторами, фотоелектричними сонячними панелями, котлами на біопаливі, холодильниками з водяним охолодженням та садами xeriscape.
У цей час Walmart також став найбільшим продавцем органічного молока та найбільшим покупцем органічної бавовни у світі, одночасно зменшивши витрати на упаковку та енергію. У 2007 році компанія працювала із зовнішніми консультантами, щоб виявити загальний вплив на довкілля та знайти напрямки для вдосконалення. Walmart створив власну електричну компанію в Техасі, штат Техас, роздрібна енергія, плануючи постачати свої магазини дешевою енергією, придбаною за оптовими цінами. Завдяки цьому новому підприємству компанія очікувала щорічно економити $15 млн, а також закладати основи та інфраструктуру для продажу електроенергії споживачам у Техасі в майбутньому.

#### Зміни в оформленні бренду та магазину
У 2006 році Walmart оголосив, що переробить свої магазини в США, щоб допомогти йому звернутися до широкого спектра демографічних показників, включаючи більш заможних покупців. У рамках ініціативи компанія відкрила новий магазин у Плано, штат Техас, який включав висококласну електроніку, ювелірні вироби, дорогі вина та суші-бар.
12 вересня 2007 року Walmart представив нову рекламу зі слоганом «Економте гроші. Живіть краще», замінивши «Завжди низькі ціни, завжди», який він використовував з 1988 р. Global Insight, який провів дослідження, що підтримувало рекламу, виявив, що зниження рівня цін Walmart призвело до економії для споживачів у 2006 році $287 млрд, що дорівнювало $957 на людину або $2500 на домогосподарство (на 7,3 % порівняно з оцінкою економії 2004 року в $2329).
30 червня 2008 року Walmart видалив дефіс зі свого логотипа і замінив зірку символом Іскра, що нагадує сонячний вибух, квітку або зірку. Новий логотип отримав неоднозначні відгуки критиків дизайну, які сумнівались, чи є новий логотип настільки ж сміливим, як у конкурентів, таких як Target bullseye, чи настільки ж впізнаваний, як попередній логотип компанії, який використовувався протягом 18 років. Новий логотип дебютував на вебсайті компанії 1 липня 2008 року, а в американських філіях оновили логотипи магазинів восени 2008 року. Walmart Canada почав застосовувати логотип для своїх магазинів на початку 2009 року.

#### Придбання та виплати працівникам
20 березня 2009 року Walmart оголосив, що виплачує в сумі $933,6 млн премій кожному працівникові, що працює повний і неповний робочий день. Це було додатково до $788,8 млн на розподіл прибутку, 401 (к) пенсійних внесків, сотні мільйонів доларів знижок на товари та внески до плану придбання акцій працівниками. Поки економіка в цілому перебувала в стадії рецесії, Walmart повідомив про солідні фінансові показники за фінансовий рік, що закінчився 31 січня 2009 року, з чистими продажами в розмірі $401,2 млрд, що на 7,2 % більше ніж у попередньому році. Дохід від продовження діяльності збільшився на 3 % до $13,3 млрд, а прибуток на акцію зріс на 6 % до $3,35.
22 лютого 2010 року компанія підтвердила, що придбала компанію Vudu, Inc. за ціною $100 млн.

### 2011—2019
Вантажний парк Walmart щороку реєструє мільйони миль, і компанія планувала збільшити ефективність парку вдвічі між 2005 і 2015 рр. Вантажівка, зображена на фотографії, є однією з 15, що базується в розподільчому центрі Walmart's Buckeye, штат Аризона, який був перероблений для роботи на біопаливі з відновленої кулінарії, жир, виготовлений під час приготування їжі в магазинах Walmart.
У січні 2011 року компанія Walmart оголосила програму покращення харчової цінності своїх торгових марок протягом п'яти років, поступово зменшуючи кількість солі та цукру та повністю усуваючи трансжир. Walmart також пообіцяв вести переговори з постачальниками щодо питань харчування, знизити ціни на цілісні продукти харчування та овочі та відкрити магазини в районах з низьким рівнем доходу, так званих «харчових пустелях», де немає супермаркетів. 23 квітня 2011 року компанія оголосила, що тестує свою нову систему доставки додому «Walmart To Go», де клієнти зможуть замовити конкретні товари, пропоновані на їх вебсайті. Первинний тест був у Сан-Хосе, штат Каліфорнія, і компанія ще не повідомила, чи буде система доставки розгорнута по всій країні.
14 листопада 2012 року Walmart запустив свою першу послугу підписки на пошту під назвою Goodies. Клієнти платять щомісячну передплату в розмірі $7 за п'ять-вісім доставлених зразків їжі щомісяця, щоб вони могли спробувати нові продукти. Послуга була припинена наприкінці 2013 року.
У серпні 2013 року компанія оголосила, що веде переговори про придбання мажоритарного пакету акцій керованої мережі супермаркетів Naivas.
У червні 2014 року деякі працівники Walmart страйкували у великих містах США, вимагаючи підвищення заробітної плати. У липні 2014 року американський актор і комік Трейсі Морган розпочав судовий процес проти Walmart, вимагаючи відшкодування збитків за купу автомобілів, який, як стверджується, був спричинений водієм одного з причепів фірми, який не спав цілодобово. Очевидно, причіп потрапив до лімузину Моргана, який поранив його та двох пасажирів та вбив четвертого коміка Джеймса Макнейра. Walmart розрахувався з сім'єю McNair за $10 млн, при цьому не визнаючи жодної відповідальності. Morgan і Walmart уклали угоду в 2015 році за невідому суму, хоча згодом Walmart звинуватив своїх страховиків у «недобросовісності» у відмові платити за поселенням.
У 2015 році компанія закрила п'ять магазинів за короткий термін для ремонту сантехніки. Однак співробітники та Об'єднаний міжнародний союз продовольчих та комерційних працівників (UFCW) стверджували, що деякі магазини були закриті в помсту за страйки, спрямовані на збільшення заробітної плати та покращення умов праці. UFCW подав скаргу до Національної ради з питань трудових відносин. З того часу усі п'ять магазинів знову відкрилися.
У 2015 році Walmart був найбільшим американським комерційним виробником сонячної енергії потужністю 142 МВт і мав 17 проєктів зберігання енергії. Ця сонячна батарея в основному була на дахах, тоді як є додаткові 20 000 м2 для сонячних навісів над паркінгами.
15 січня 2016 року Walmart оголосив, що закриє 269 магазинів у 2016 році, що зачепить 16 000 працівників. Сто п'ятдесят чотири з цих магазинів, призначених для закриття, знаходилися в США (150 магазинів Walmart у США, 115 магазинів Walmart International та 4 клуби Sam's). 95 % цих магазинів у США знаходились в середньому за 10 миль від іншого магазину Walmart. 269 магазинів становили менш як 1 % світових квадратних метрів та доходу компанії. Усі 102 пункти Walmart Express, які проходили пілотну програму з 2011 року, були включені до закриття. Walmart планував зосередитись на «зміцненні суперцентрів, оптимізації ринків сусідства, зростанні бізнесу в галузі електронної комерції та розширенні послуг доставки для клієнтів».
У 2017 фінансовому році компанія планує відкрити від 50 до 60 суперцентрів, від 85 до 95 ринків сусідства, від 7 до 10 клубів Сема та від 200 до 240 міжнародних локацій. Наприкінці фінансового 2017 року Walmart відкрив 38 суперцентрів та перемістив, розширив або перетворив 21 дисконтний магазин на суперцентри на загальну кількість 59 суперцентрів, а також відкрив 69 сусідніх ринків, 8 клубів Сема та 173 міжнародні локації, а також перемістив, розширив або переобладнано 4 місця для загальної кількості 177 міжнародних локацій. 8 серпня 2016 року Walmart оголосив угоду про придбання вебсайту електронної комерції Jet.com за $3,3 млрд. Співзасновник та генеральний директор Jet.com Марк Лоре продовжував керувати Jet.com на додаток до існуючої в США операції електронної комерції Walmart. Придбання було структуровано як виплата готівкою в розмірі $3 млрд та додаткові $300 млн запасів Walmart, переданих з часом в рамках плану заохочувальних бонусів для керівників Jet.com 19 жовтня 2016 року Walmart оголосив, що буде співпрацювати з IBM та Університетом Цінхуа для відстеження ланцюга постачання свинини в Китаї за допомогою блокчейну.
15 лютого 2017 року Walmart оголосив про придбання Moosejaw, провідного інтернет-активного роздрібного продавця, приблизно за $51 млн. Придбання завершилось 13 лютого 2017 року. 16 червня 2017 року Walmart погодився придбати компанію чоловічого одягу Bonobos за $310 млн, намагаючись розширити свої модні пакети. 29 вересня 2017 року компанія Walmart придбала компанію Parcel — технологічну компанію з доставки в той самий день і в останню милю в Брукліні. В оголошенні про придбання акції Walmart зросли більш ніж на 1 %. 6 грудня 2017 року Walmart оголосив, що змінить свою корпоративну назву на Walmart Inc. з Wal-Mart Stores, Inc. з 1 лютого 2018 року.
11 січня 2018 року Walmart оголосив, що 63 локації клубу Сем в містах, включаючи Мемфіс, Х'юстон, Сіетл та інші, закриватимуться. Деякі магазини вже ліквідували, не повідомивши про це працівників; деякі співробітники дізналися про електронну розсилку по всій компанії, доставлену 11 січня. Усі 63 магазини були втрачені з вебсайту Sam's Club станом на ранок 11 січня. Walmart заявив, що десять магазинів стануть центрами розповсюдження електронної комерції, а працівники зможуть подати заявку на роботу в ці місця. Журнал Business Insider підрахував, що це постраждає понад 11 000 працівників. Того ж дня Walmart оголосив, що в результаті нового податкового закону він буде підвищувати стартову заробітну плату Walmart, розподіляти бонуси, розширювати політику відпусток та сприяти витратам на усиновлення працівників. Дуг Макміллон, генеральний директор Walmart, сказав: «Ми ще на початковій стадії оцінки можливостей, які створює податкова реформа для того, щоб інвестувати в наших клієнтів та партнерів та подальшого зміцнення нашого бізнесу, що повинно принести користь нашим акціонерам».
У березні 2018 року Walmart оголосив, що виробляє власну торгову марку наборів для їжі у всіх своїх магазинах, яка продається за ціною блакитного фартуха, призначеного для обслуговування двох людей.
Повідомлялося, що Walmart зараз розглядає можливість виходу на простір для передплати відео, сподіваючись конкурувати з Netflix та Amazon. Вони заручилися допомогою колишнього генерального директора Epix Марка Грінберга, щоб допомогти розробити недорогу послугу потокового відеопотоку.
У вересні 2018 року Walmart співпрацює з коміком та ведучою ток-шоу Елен Дедженерес, щоб випустити нову марку жіночого одягу та аксесуарів під назвою EV1.
26 лютого 2019 року Walmart оголосив, що придбав стартап Aspectiva, що працює в Тель-Авіві, за невизначену суму.
У травні 2019 року Walmart оголосив про запуск безкоштовної одноденної доставки понад 220 000 товарів із мінімальною сумою покупки $35. Вперше ініціатива розпочалась у Лас-Вегасі та районі Фенікс.
У вересні 2019 року Walmart оголосив, що припинить продаж усіх електронних сигарет через «складність регулювання та невизначеність» щодо продуктів. Раніше в 2019 році Walmart припинив продаж електронних сигарет із фруктовим ароматом і підняв мінімальний вік до 21 року для придбання продуктів, що містять тютюн. Того ж місяця Walmart відкрив свій перший Оздоровчий центр, «медичний центр», де клієнти можуть придбати послуги первинної медичної допомоги, такі як: тести зору, огляди зубів та кореневих каналів, лабораторні роботи, рентген та ЕКГ, консультування та фітнес. дієтичні заняття. Наприклад, ціни без страховки були вказані в розмірі $30 на рік на фізичному та $45 на консультацію. Продовжуючи ініціативу в галузі охорони здоров'я, вони відкрили прототип клініки для здоров'я та оздоровлення площею 2600 кв. футів у Спрінгдейлі, штат Арканзас, лише для розширення послуг.
Станом на жовтень 2019 року Walmart припинив продавати всю живу рибу та водні рослини.

### 2020-ті роки: безперервне зростання та розвиток
Це десятиліття, як і у багатьох інших компаній, розпочалося дуже неортодоксально і незвично через значну частину пандемії коронавірусу (COVID-19), включаючи закриття магазинів, обмежену заповненість магазинів та зайнятість, а також протоколи соціального дистанціювання.
У березні 2020 року через пандемію Walmart змінив деякі виплати своїм працівникам. Відтепер працівники можуть вирішити залишитися вдома і взяти відпустку без збереження заробітної плати, якщо відчувають непрацездатність або незручність прийти на роботу. Крім того, працівники Walmart, які заразилися вірусом, отримають «до двох тижнів оплати». Через два тижні щогодинні співробітники, які не можуть повернутися на роботу, мають право на оплату до 26 тижнів. Під час цієї пандемії люди, які працюють тимчасово, отримують $150, а для тих, хто працює повний робочий день, отримують бонус у розмірі $300, видаючи всім працівникам понад $390 млн, починаючи з 5 червня. Раніше під час пандемії 2 квітня загальна сума бонусу становила понад $365. У липні 2020 року Walmart оголосив, що всі клієнти повинні будуть носити маски у всіх магазинах по всій країні, включаючи Sam's Club. У третьому кварталі 2020 року, який закінчився 31 жовтня, Walmart повідомив про дохід у розмірі 134,7 млрд. Дол.
У грудні 2020 року Walmart запустив нову послугу, Carrier Pickup, яка дозволяє клієнтам запланувати повернення товару, придбаного в Інтернеті, в магазині або у стороннього постачальника. Ці послуги можна ініціювати в додатку Walmart або на вебсайті.
У січні 2021 року Walmart оголосив, що компанія запускає фінтех-стартап разом із венчурним партнером Ribbit Capital для надання фінансових продуктів для споживачів та працівників.
У лютому 2021 року Walmart придбав технологію у Thunder Industries, яка використовує автоматизацію для створення цифрової реклами, щоб розширити свої можливості маркетингу в Інтернеті..
У січні 2025 року Walmart змінив дизайн свого логотипу вперше з 2008 року. Логотип в основному залишився незмінним, за винятком слів трохи більших розмірів, фону темно-синього кольору та іскри трохи більшого розміру. 

## Діяльність
Walmart — найбільша у світі роздрібна мережа, у яку входить (станом на 22 липня 2018 року) понад 11 700 магазинів у 28 країнах світу. В їхньому числі — як гіпермаркети, так і універсами, що продають продовольчі та промислові товари. Стратегія мережі містить такі складові, як максимальний асортимент та мінімальні, майже гуртові, ціни. Основні конкуренти Walmart на роздрібному ринку США — мережі Home Depot, Kroger, Sears Holdings Corporation, Costco і Target.

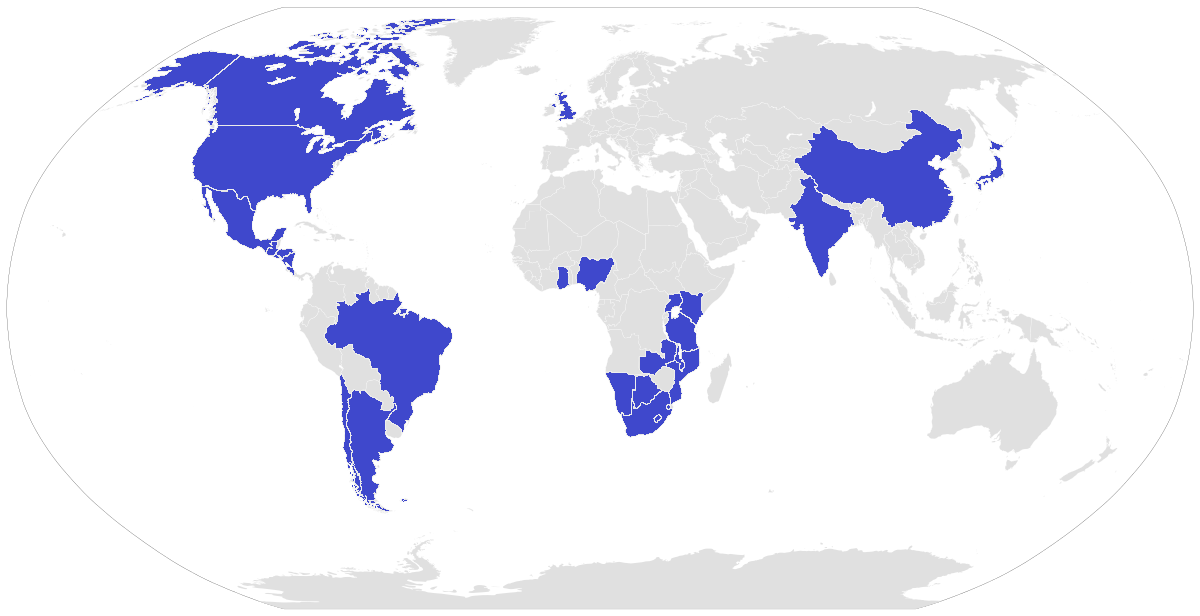
Країни з магазинами Walmart

Walmart є лідером з впровадження технологій, пов'язаних з використанням у торгівлі RFID-міток.
Американська Walmart Stores, найбільший традиційний рітейлер світу, вивчає перспективи продажу японського бізнесу і веде відповідні переговори з банками, повідомляє The Financial Times з посиланням на інформовані джерела.

### Показники діяльності
Загальна чисельність персоналу компанії — 2,1 млн осіб (січень 2010).
Оборот компанії 2009 року — $405,0 млрд (2008 року — $401,2 млрд), чистий прибуток — $14,33 млрд (2008 року — $13,4 млрд), операційний прибуток — $23,95 млрд (2008 року — $22,7 млрд).
До 2005 року обсяг імпорту мережі магазинів Walmart з Китаю досяг 1 % ВВП цієї країни.
В січні 2025 року, згідно щорічного дослідження Brand Finance Global 500, вартість компанії Walmart (порівняно з 2024 роком), зросла на 42 % – до $137,2 млрд.

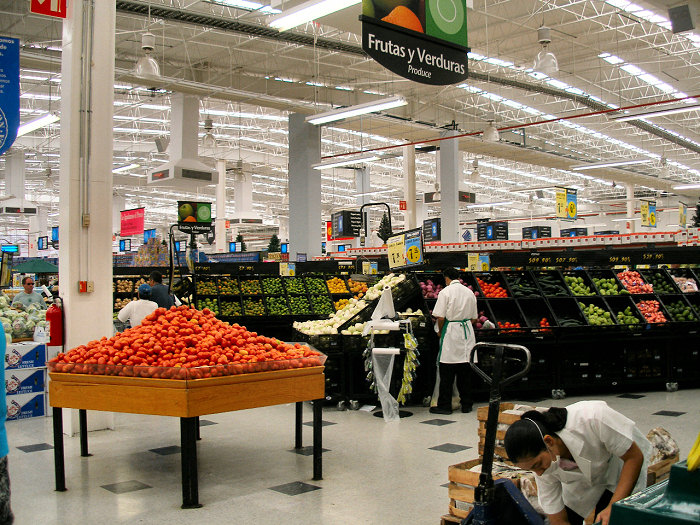
Всередині магазину Walmart